# پروتسیلاوس

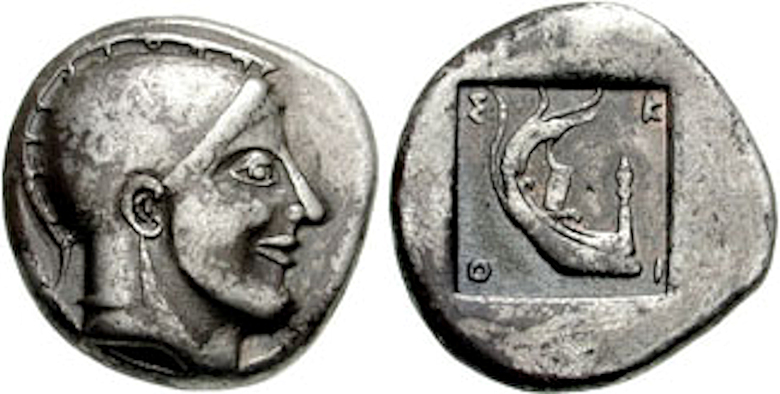
ضرب سکه از Skione. سر پروتسیلاوس، کلاه ایمنی آتیک بر سر دارد / پشت گالی که در میدان انکوس باقی مانده‌است. حدود ۴۸۰–۴۷۰ قبل از میلاد

پروتسیلاوس (πρῶτος) قهرمان فرقه قهرمان یونانی در ایلیاد بود که در مکان‌های مذهبی در تسالی و تراکیه مورد احترام قرار می‌گرفت.